# Nate Quarry
Nathan Parker Quarry, född 18 mars 1972, är en amerikansk före detta MMA-utövare som bland annat tävlade i organisationen Ultimate Fighting Championship.